# رایکوواتس (ملادنوواتس)
رایکوواتس (به صربی: Rajkovac) یک منطقهٔ مسکونی در صربستان است که در ملادنوواتس واقع شده‌است.